# Oliver Wendell Holmes, Jr.
Oliver Wendell Holmes, Jr., född 8 mars 1841 i Boston i Massachusetts, död 6 mars 1935 i Washington, D.C., var en amerikansk jurist som satt i USA:s högsta domstol mellan 1902 och 1932. Han var son till författaren och akademikern Oliver Wendell Holmes, Sr..

## Biografi
Holmes är känd för sin långa tid som domare i Högsta domstolen, sina kortfattade och koncisa domar och sin hänsyn till besluten som tagits av valda församlingar. Holmes är en av de mest citerade domarna vid den amerikanska Högsta domstolen i historien. Speciellt känd är hans majoritetsutlåtande i fallet Schenck v. United States, där han myntade begreppet "clear and present danger", som vägledde logiken i amerikanska yttrandefrihetsfall fram till 1960-talet (Brandenburger v. Ohio). Fastän förknippad med enskildas rättigheter och den progressiva sidan av domstolen fastslog han i detta fall domen mot ett antal socialister anklagade för uppvigling genom att ha delat ut pamfletter i protest mot utländsk intervention i ryska inbördeskriget. 
Vid sin pension var Holmes den äldste domaren någonsin vid 90 års ålder, och den längst tjänande sedan John Marshall Harlan. Han avled efter några års pension i Massachusetts, och förblir en av de mest citerade medlemmen i domstolen. Han var också den längst överlevande veteranen från inbördeskriget att tjäna i domstolen. 
Han är också en av de mest inflytelserika common law-domarna i USA, och författade boken The Common Law 1881, om rättssystemets utveckling i USA och dess brittiska arv. Han sammanfattade det (särskilt anglosaxiska) rättssystemets interna logik med aforismen; "Lagens levnad har inte varit logik, utan erfarenhet" som ett uttryck för sin rättsrealism och motstånd till naturrätt och gudomligt given lag.